# Faggen
Faggen é um município da Áustria, situado no distrito de Landeck, no estado do Tirol. Tem 3,61 km² de área e sua população em 2019 foi estimada em 378 habitantes.